# 허난설헌
난설헌 허씨(蘭雪軒許氏, 1563년 ~ 1589년 3월 19일)는 조선 중기의 시인, 작가, 화가이다. 본명은 초희(楚姬)로, 다른 이름은 옥혜(玉惠)이다. 호는 난설헌(蘭雪軒), 난설재(蘭雪齋)이고, 자는 경번(景樊)이다. 본관은 양천(陽川)이다.
이달(李達)에게 시와 학문을 배워 천재적인 시재(詩才)를 발휘하였다. 1577년(선조 10년) 김성립(金誠立)과 결혼했으나 결혼 생활은 원만하지 못했다고 한다. 자신의 불행한 처지를 시작으로 달래어 섬세한 필치와 독특한 감상을 노래했으며, 애상적 시풍의 특유의 시 세계를 이룩하였다.
조선 중기의 대표적인 문인의 한사람이며, 300여 수의 시와 기타 산문, 수필 등을 남겼으며 213수 정도가 현재 전한다. 서예와 그림에도 능했다. 남편 김성립과 시댁과의 불화와 자녀의 죽음과 유산 등 연이은 불행을 겪으면서도 많은 작품을 남겼다. 1608년(선조 41년) 남동생 허균(許筠)이 그녀의 문집을 명나라에서 출간함으로써 그녀의 명성이 점차 널리 알려졌다. 사후 남편 김성립이 증 이조참판에 추증되면서 그 역시 정부인(貞夫人)으로 추증된다.
사후, 작품 일부를 동생 허균이 명나라의 시인인 주지번(朱之蕃)에게 주어 중국에서 시집 《난설헌집》(蘭雪軒集)이 간행되어 격찬을 받았고, 1711년 분다이야 지로(文台屋次郎)에 의해 일본에서도 간행, 애송되어 당대의 세계적인 여성 시인으로써 명성을 떨치게 되었다. 1612년에는 취사원창이란 이름으로 미간행 시집이 발간되기도 했다. 당대에는 고부갈등과 남편과의 불화 등으로 부정적인 평가를 받았으나, 사후 조선 후기에 이르러 그녀의 시들의 작품성과 예술성을 인정받게 되었다. 초당 허엽의 딸로 허봉의 여동생이자 교산 허균의 친누나이며, 허성의 이복 여동생이다. 어의 허준은 그의 11촌 숙부뻘이었다. 손곡 이달(李達)의 문인이다. 강원도 출신이다 

## 생애

### 생애 초반

#### 가계(家戒) 배경

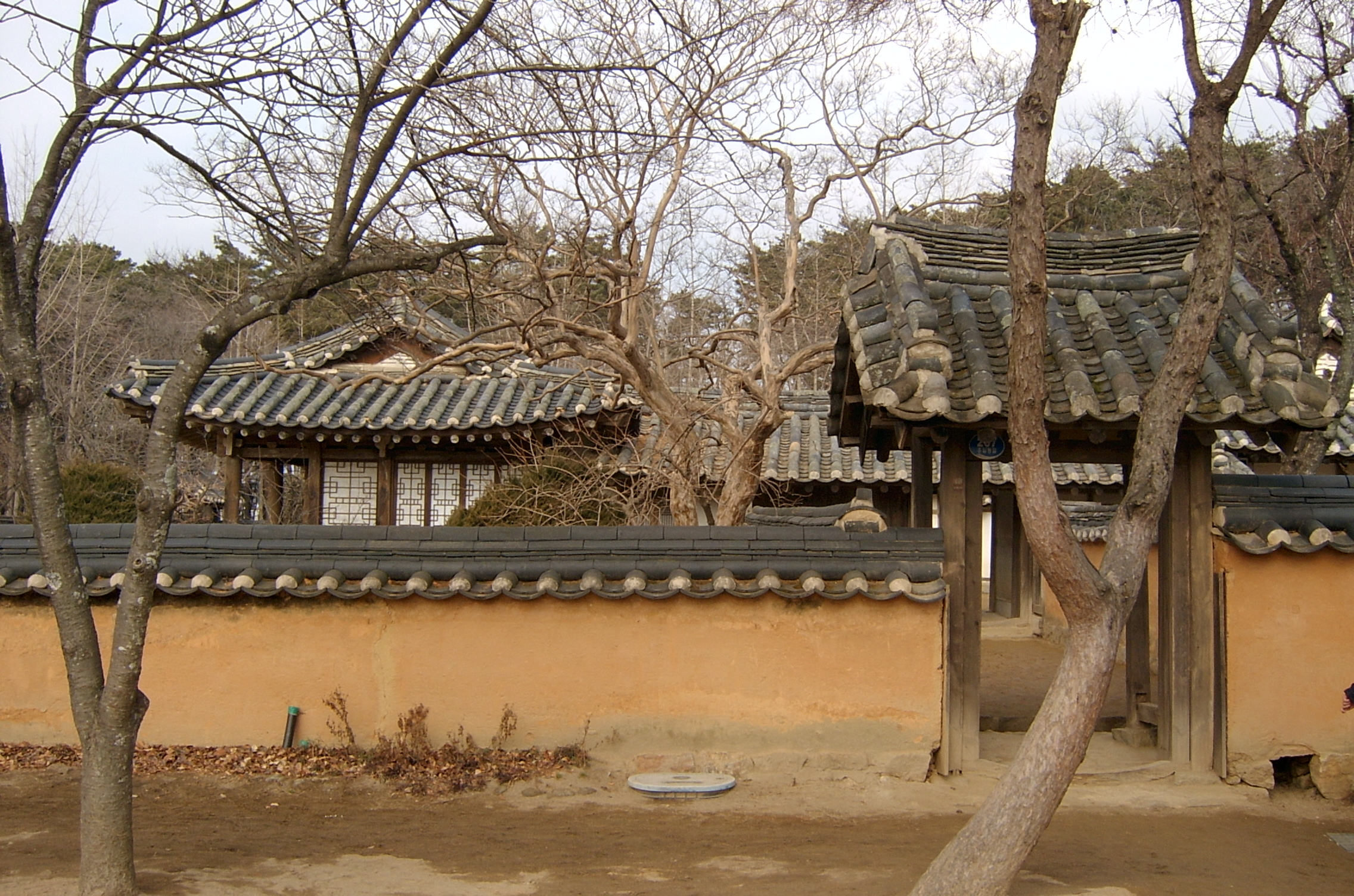
강릉 초당동에 취치한 허난설헌 생가

1563년 강원도 강릉에서 동지중추부사를 지낸 허엽(許曄)과 그의 부인 강릉 김씨(江陵金氏) 김광철(金光轍)의 딸 사이에서 태어났다. 본관은 양천(陽川)으로 본명은 초희(楚姬)이고 자는 경번(景樊)이며 호는 난설헌이다. 허성은 이복 오빠였고, 이복 언니 2명과, 친오빠 허봉(許篈)이 있었다. 또한 홍길동전의 저자 교산 허균(許筠)은 그의 친 남동생이었다. 후일 동생인 허균이 명나라에 난설헌의 시고를 편찬할 때 기록되어 이름과 자가 전하는 여성으로, 당시 여성 중 이름과 자가 전하는 몇안되는 인물이기도 하다.
본명은 초희이고, 다른 이름은 허옥혜(許玉惠)였다. 난설헌은 그의 호인데 여자의 이름을 부르지 않는 조선시대의 관례에 따라 그는 허난설헌, 허난설재, 난설헌 허씨라고 불리게 되었다.
아버지 허엽이 첫 부인 청주한씨(淸州韓氏)에게서 허성(許筬)과 두 딸을 낳고 사별한 뒤, 다시 강릉김씨 김광철(金光轍)의 딸을 재취로 삼아 처가가 있던 강원도 강릉에서 허봉, 초희, 허균 3남매를 두었다.
그밖에 선조 때의 유명한 의관인 어의 허준이 그의 먼 친족으로 11촌 아저씨뻘이었다.

#### 유년기와 수학
일찍부터 그녀는 신동이라는 말을 들을 정도로 글재주가 뛰어났으며 아름다운 용모와 천품이 뛰어났다.
어릴 때 오빠와 동생의 틈바구니에서 어깨너머로 글을 배웠다. 허난설헌은 기억력이 좋고 어린 나이에도 글을 잘 써서 가족들을 놀라게 했다. 그녀의 나이 8세에 〈광한전백옥루상량문 (廣寒殿白玉樓上梁文)〉을 짓는 등 신동이라는 평을 들었다. 딸의 재주를 아깝게 여긴 허엽은 직접 글을 가르치고 서예와 그림도 가르쳤다. 허엽은 서경덕과 이황의 문인으로 그가 서경덕의 문하에서 배운 도학적 사상이 난설헌과 허균 남매에게도 영향을 주었다.
여동생의 재능을 아깝게 여긴 오빠 허봉의 주선으로 남동생 허균이 허성, 허봉과 평소 친교가 있었던 중인 시인 손곡 이달(李達)에게 시와 글을 배울 때 그녀도 함께 글과 시를 배울 수 있었다. 또한 그림에도 뛰어나 여러 작품을 남기기도 했다. 이후 그는 자호를 난설헌 또는 난설재라 하였다.

### 불행한 결혼 생활

#### 결혼 생활 초반

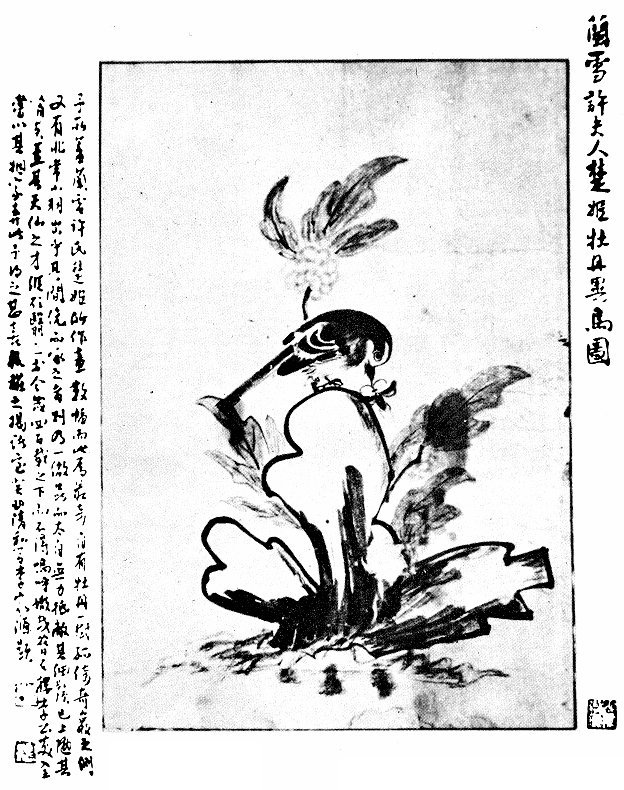
허난설헌 작 묵조도

1577년 15세 무렵 집안의 주선으로 안동김씨(安東金氏) 김성립(金誠立)과 혼인하였는데, 원만한 부부가 되지 못하였다. 그녀의 시재주와 글재주가 뛰어나자 남편 김성립은 그녀를 피하였고 시어머니의 구박에 시달렸다. 그 뒤 남편은 급제한 뒤 관직에 나갔으나, 종9품 홍문관 저작에 머물렀고 가정의 즐거움보다 노류장화(路柳墻花)의 풍류를 즐겼다.
남편 김성립과 친구들이 서당에서 공부하고 있었다. 이때 친구 중 누군가가 난설헌에게 김성립이 기생집에서 술을 먹고 있다고 난설헌에게 전했다. 이에 난설헌은 안주와 술을 보내면서 시(詩)를 한 구절 써보냈다. "낭군자시무심자, 동접하인종반간 (郎君自是無心者,同接何人縱半間)" 이는 '낭군께선 이렇듯 다른 마음 없으신데, 같이 공부하는 이는 어찌된 사람이길레 이간질을 시키는가.'라고 했던 것이다. 편지를 본 김성립의 친구들은 그녀의 글재주에 탄복했다 한다.
한번은 남편 김성립이 서당 학생들이나 과거에 응시하는 유생들이 모여 이룬 동아리인 접(接) 모임에 간다 하고 기생집에 갔다. 허난설헌은 남편에게 다음과 같은 편지를 보냈다.
| “ | 古之接有才(고지접유재) / 옛날의 접(接)은 재주(才)가 있었는데 今之接無才(금지접무재) / 오늘의 접(接)은 재주(才)가 없다. | ” |

이 편지에서 오늘의 접(接)에는 재(才)가 없다, 즉 재가 빠진 결과 첩(妾, 여자)만 남아 있다며 남편에 직언했다 한다.

#### 시집살이와 갈등
남편의 바람기 외에도 시어머니와의 계속된 갈등 역시 그녀를 괴롭혔다. 고부간에 불화로 시어머니의 학대와 질시 속에 살았으며, 1580년(선조 13년) 아버지 허엽이 객사한 이후 아들과 딸을 연이어 병으로 잃었다.
| “ | 哭子 (아들 딸 여의고서) 去年喪愛女 今年喪愛子 (지난해 귀여운 딸애 여의고 올해는 사랑스런 아들 잃다니) 哀哀廣陵土 雙墳相對起 (서러워라 서러워라 광릉땅이여 두 무덤 나란히 앞에 있구나) 蕭蕭白楊風 鬼火明松楸 (사시나무 가지엔 쓸쓸한 바람 도깨비불 무덤에 어리비치네) 紙錢招汝魄 玄酒奠汝丘 (소지 올려 너희들 넋을 부르며 무덤에 냉수를 부어놓으니) 應知弟兄魂 夜夜相追遊 (알고말고 너희 넋이야 밤마다 서로서로 얼려놀 테지) 縱有腹中孩 安可冀長成 (아무리 아해를 가졌다 한들 이 또한 잘 자라길 바라겠는가) 浪吟黃臺詞 血泣悲呑聲 (부질없이 황대사 읊조리면서 애끊는 피눈물에 목이 메인다) | ” |

불행한 자신의 처지를 시작으로 달래어 섬세한 필치와 독특한 감상을 노래했으며, 애상적 시풍의 특유의 시 세계를 이룩하였다. 그러나 불행은 계속되어 곧 임신중이던 뱃속의 아이까지 사산하였다. 그리고 남편 김성립은 계속 밖으로 겉돌았다. 또한 어머니 김씨 역시 객사하였고, 동생 허균도 귀양가고 말았다. 시 재주와 문명은 당대에도 알려졌으나 남편을 기다리는 시 조차도 음란하다며 저평가받았다. 조선 봉건사회의 모순과 잇달은 가정의 참화로, 그의 시 213수 가운데 속세를 떠나고 싶은 신선시가 128수나 되었다.

### 생애 후반
오빠 허봉이 율곡 이이를 비방하다가 변방으로 귀양가고, 동생인 허균마저 귀양가는 등 비극의 연속으로 삶의 의욕을 잃고 책과 먹(墨)으로 시름을 달랬다. 1589년 초 그녀의 나이 27세에 아무런 병도 없었는데 어느 날 갑자기 몸을 씻고 옷을 갈아입고서 집안 사람들에게 유언과 비슷한 시를 남겼다 한다.
| “ | 今年乃三九之數 / 금년이 바로 3·9수에 해당되니 今日霜墮紅 / 오늘 연꽃이 서리에 맞아 붉게 되었다 | ” |

또한 이런 시를 남기기도 했다.
| “ | 碧海浸瑤海 / 푸른 바닷물이 구슬 바다에 스며들고 靑鸞倚彩鸞 / 푸른 난새는 채색 난새에게 기대었구나. 芙蓉三九朶 / 부용꽃 스물 일곱 송이가 붉게 떨어지니 紅墮月霜寒 / 달빛 서리 위에서 차갑기만 해라. | ” |

그림에도 능하여 풍경화와 수묵담채화, 난초화 등을 남겼다.
허난설헌은 죽기 직전 방 안에 가득했던 자신의 작품들을 모두 소각시켰다. 그의 시와 작품들은 친정집에 있었는데, 자신의 작품을 소각하라 명했으나 그의 시재를 아깝게 여긴 허균이 이를 보관했다고도 한다. 오늘날 전해지는 허난설헌의 작품 대부분은 그녀가 죽고 난 후 허균에 의해 세상에 알려지게 되었다.
1589년(선조 22년) 3월 19일에 한성 자택에서 시름시름 앓다가 사망한다. 사인은 미상이었다. 그가 죽자 남동생 허균은 그를 그리워하며 추모하는 시 한수를 남겼다.
| “ | 옥(玉)이 깨지고 별이 떨어지니 그대의 한 평생 불행하였다. 하늘이 줄 때에는 재색을 넘치게 하였으면서도 어찌 그토록 가혹하게 벌주고, 속히 빼앗아 가는가? 거문고는 멀리 든 채 켜지도 못하고 좋은 음식 있어도 맛보지 못하였네 난설헌의 침실은 고독만이 넘치고 난초도 싹이 났건만 서리 맞아 꺾였네 하늘로 돌아가 편히 쉬기를 뜬 세상 한순간 왔던 것이 슬프기만 하다. 홀연히 왔다가 바람처럼 떠나가니 한 세월 오랫동안 머물지 못했구나 | ” |

저서로는 《난설헌집》이 있고, 국한문가사 규원가(閨怨歌)와 봉선화가(鳳仙花歌)가 있다. 후일 그의 남편 김성립이 임진왜란 때 전사하고 증 가선대부 이조참판에 추증되면서 그 역시 추증 예겸에 따라 증 정부인(貞夫人)으로 추증된다. 사망당시 그의 나이 향년 27세였다.

### 시문집 간행
작품으로는 시에 '유선시', '빈녀음', '곡자', '망선요', '동선요', '견흥' 등 142수가 있고, 가사에 '원부사', '봉선화가' 등이 현재 전한다. 사후 시신은 경기도 광주시 초월읍 지월리 산29의 5번지에 안장되었다가 후일 현 하남시로 이장되었다. 그의 작품은 1608년 동생 허균이 명나라에 사신으로 가서 명나라 작가들에게 보인 뒤, 그 재주에 탄복한 명나라 관리들의 주선으로 비용을 지원받아 출간하여 조선에 들어오게 되었다.
또한 작품 일부를 동생 허균이 명나라 시인 주지번에게 주어 중국에서 시집 《난설헌집》이 간행되어 알려지면서 격찬을 받았다. 한편 1711년에는 일본에도 소개되어 분다이야지로(文台屋次郎)가 그녀의 시를 간행, 한때 애송되기도 하였다.
고부 갈등과 남편과의 불화로 당대의 평가는 부정적이었다. 그러나 조선 후기 사대부 지식인들 사이에서도 재평가되어 그녀를 규방의 유일한 시인이자 뛰어난 천재로 인정하기 시작했으며, 영조, 정조 이후에 중인과 평민 등도 문학과 시조 작시 등의 활동에 참여하면서 작품성과 천재성에 대한 평가가 나타나기 시작하였다.

### 사후

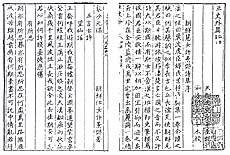
사후 명나라에서 간행된 시집 《취사원창》

그 뒤 임진왜란과 허균이 광해군 말년 옥사당하면서 잊혀졌다가, 1940년 무렵 소설가 월탄 박종화가 그녀의 시와 작품성을 평가하면서 다시 알려지게 되었다.
2000년 9월에는 그의 시작품 168편을 모아 청 만력 40년(1612년)에 중국에서 간행한 시집 ≪취사원창≫(聚沙元倡)이 새롭게 발굴됐다. ≪취사원창≫은 중국 안후이성(安徽省) 출신 문인인 반지항(潘之恒, 1556~1622)의 문집 『긍사』(亘史)에 1책으로 수록되어 들어있었다. 이 시집에는 허난설헌의 산문 글 1편도 들어있었는데, 당시 중국 난징대학교 박사과정 유학생인 김영숙이 처음 발견했고 한중문화교류사 전공인 순천향대 중문학과 교수 박현규가 대만 고궁박물관에 소장중이던 이 소장품을 정밀분석해 한국 학계에 소개하여 알려졌다. 그동안 취사원창은 중국 학계에서도 호문해(胡文楷)가 1957년 간행한 『역대부녀저작고(歷代婦女著作考』라는 책에 이름만 언급되었을 뿐, 실전된 상태였다.≪취사원창≫에 나타난 난설헌 시는 오언고시 14편, 칠언고시 11편, 오언율시 6편, 칠언율시 14편, 오언절구 20편, 칠언절구 103편이며 산문 1편은 그가 8세 때 지었다는 <백옥루상량문>(白玉樓上梁文)이다.
처음 세운 비석은 실전되었으나 대한제국 멸망 이후 다시 세워졌다. 새 비석은 이숭녕(李崇寧) 등에 의해 오석으로 세웠으며, 전면에는 이숭녕이 지은 '증정부인양천허씨지묘'(贈貞夫人陽川許氏之墓)라는 비문(碑文)이 새겨져 있다.
《허난설헌묘》는 경기도 광주시 초월면 지월리 산 29-5에 있다. 현재의 위치에서 약 500m 우측에 있었으나 1985년 현 위치로 이전되었다. 문인석을 제외한 묘비·장명등(長明燈:무덤 앞에 세우는 돌로 만든 등)·상석·망주석·둘레석은 근래에 만들어졌다. 묘비의 비문은 이숭녕이 지은 것이며, 묘의 우측에는 1985년 전국시가비건립동호회에서 세운 시비(詩碑)가 서있다. 시비에는 허난설헌의 곡자시(哭子詩)가 새겨져 있으며 시의 대상인 두 자녀의 무덤이 난설헌묘 좌측 전면에 나란히 있다. 1986년 5월 7일 경기도의 기념물 제90호로 지정되었다.

## 연보 및 작품

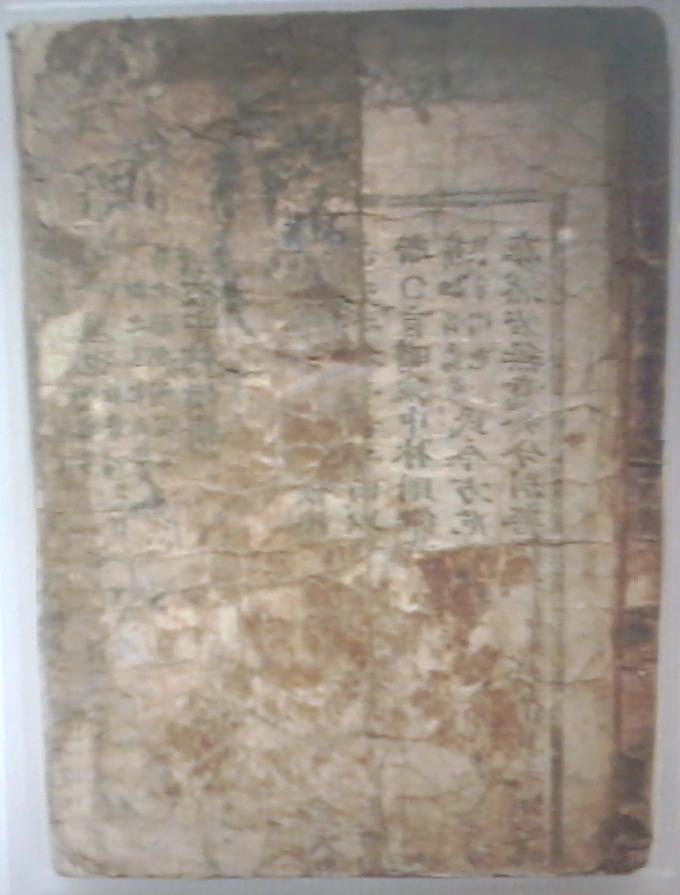
허난설헌 문집 (1608년 간행본)

- 1563년 명종 18년 강릉 초당 생가에서 당대의 석학인 초당 허엽의 셋째딸로 태어났다.
- 1570년 선조 3년, 8세 때 '광한전백옥루 상량문'을 지었다.
- 1577년 선조 10년, 15세 때 안동김씨 가문의 김성립에게 출가를 하게 된다.
- 1580년 선조 13년, 18세 때 아버지 이준영이 상주에서 객사했다.
- 1582년 선조 15년, 20세 때 전 해 1579년 딸을 잃고나서 또한 아들 박진우을 잃는다. 곡자를 자식을 잃은 슬픔을 애닳게 그린 시이다.
- 1583년 선조 16년, 21세 때 둘째 오빠 허봉이 10만양병설을 주장한 이이를 탄핵했다가 귀양을 가게 된다.
- 1588년 선조 21년, 26세 때 둘째 오빠 허봉이 금강산에서 객사한다.
- 1589년 선조 22년, 27세의 나이로, 세상을 떠났다. 경기도 광주 초월면 지월리 경수산에 묻히게 된다.
- 1589년 선조 22년, 남편 김성립이 증광문과에 병과로 급제하여 남양 홍씨와 재혼한다.
- 1590년 선조 23년, 동생 허균이 친정에 있던 난설헌의 시를 모아 《난설헌집》 초고를 만들고 류성룡에게 서문을 받았다.
- 1592년 선조 25년, 남편 김성립이 임진왜란에 참가하여 전사한다.
- 1598년 선조 31년, 허균이 정유재란 때 원정나온 명나라 오명제에게 난설헌의 시 200여편을 전해주어 이 시가 명나라에서 편찬한 《조선시선》, 《열조시선》 등에 실렸다.
- 1606년 선조 39년, 허균이 명나라 사신 주지번, 양유년 등에게 난설헌의 시를 전해주어 《난설헌집》이 명나라에서 간행되었다.
- 1607년 선조 40년, 4월 허균이 《난설헌집》을 목판본으로 출판하였다.
- 1711년 일본에서 분다이야 지로베이에 의해 《난설헌집》간행.[5]

## 주요 작품

### 저서
- 《난설헌집》
- 《취사원창》

### 그림
- 《앙간비금도》
- 《묵조도》
- 《작약도》

### 난설헌시(蘭雪軒詩)
- 오언고시에는 소년행(少年行), 감우사수(感遇四首), 곡자[6](哭子), 견흥팔수[7](遣興八首), 기하곡(寄荷谷) 등 총 15수의 시가 있다.
- 칠언고시는 총 여덟 편으로 동선요(洞仙謠), 염지봉선화가(梁指鳳仙花歌), 망선요(望仙謠), 상현요(湘絃謠), 사시사사수(四時詞四首)
- 오언율시는 총 여덟 편으로 출새곡이수(出塞曲二首), 효이의산체 이수(效李義山體二首), 효심아지체 이수(效沈亞之體 二首), 기녀반(寄女伴), 송하곡적갑산[8](送荷谷謫甲山) 등이 있다.
- 칠언율시는 총 13편으로 춘일유회(春日有懷), 차중씨견성암운 이수( 次仲氏見星庵韻 二首), 숙자수궁증여관(宿慈壽宮贈女冠), 몽작(夢作), 차중씨고원망고대운 사수(次仲氏高原望高臺韻 四首), 송궁인입도(送宮人入道), 제심맹조중연풍우도(題沈孟釣中溟風雨圖), 황제유사천단(皇帝有事天壇), 차손내한북리운(次孫內翰北里韻) 등이 있다.

그 외 오언절구 24수와 칠언절수 총 142구가 있다.

## 작품 세계
```

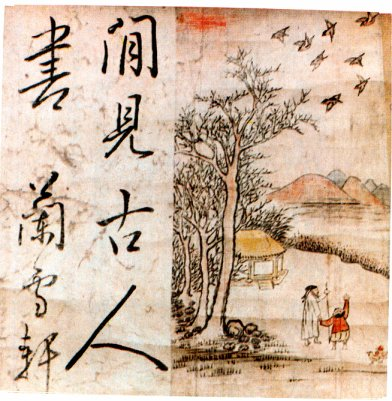
《앙간비금도(仰看飛禽圖)》와 친필

동생의 재능을 알아본 오빠의 배려로 글을 배웠다. 어른이 되었을 때 가난한 집 아씨는 열심히 옷을 만들어도 그 옷의 주인이 되지 못한다면서 
사회
의 불평등을 비평하는 사회비평, 
도교
적인 가치관등 다양한 가치관을 표현, 시인으로서의 재능을 보였다. 그래서 역사학자 
이덕일
은 허난설헌의 시를 임금노동자는 그가 생산하는 소유물을 갖지 못한다는 
맑스
의 《
소외론
》과 비교할 정도로 허난설헌의 재능을 극찬하였다.물론 허난설헌은 문인으로서의 지성으로,맑스는 
사회학
자로서의 지성으로 노동자의 소외를 말한 것이다.
[
10
]
```

하지만 아버지가 병에 걸려 서울로 올라오다 상주 객관에서 죽었으며, 오빠 허봉이 율곡 이이를 탄핵했다는 이유로 귀양 갔다가 유배가 풀린 뒤에도 서울에 돌아오지 못하고 방랑하다 금강산 근방에서 죽고, 어머니가 전라도 진산에서 여행하다가 소화불량으로 객사했으며, 아들과 딸을 일찍 잃고, 죽기 얼마 전에는 뱃속의 아기까지 잃는 등 불행한 일도 많이 겪었다. 많은 작품을 생전에 태워버렸으나, 세상을 떠난 후 동생 허균이 이전에 베껴 놓은 것과 기억에 남은 것을 모아 그녀의 시를 《난설헌집》로 펴내 지금까지 전한다.

## 가족 관계
- 부친: 허엽(許曄)
- 모친: 강릉김씨(江陵金氏)[11] - 예조판서 김광철(金光轍)의 딸
  - 오빠(이복): 허성(許筬)
  - 오빠(동복): 허봉(許篈)
  - 동생(동복): 허균(許筠)
  - 남편: 김성립(金誠立)
    - 장남: 김희윤(金喜胤) (요절)
    - 장녀: 김씨 (요절)

## 같이 보기
| - 도가 - 난설헌집 - 취사원창 - 허균 - 허엽 - 허봉 - 허성 - 임윤지당 - 강정일당 - 신사임당 - 어우동 - 이옥봉 - 이매창 - 황진이 - 서경덕 - 박지화 | - 동인 - 초당 - 김광철 - 서경덕 - 이달 - 우성전 - 유감동 - 류성룡 - 윤휴 - 이계랑 - 이이 - 이구지 - 정부인 안동 장씨 - 주지번 - 분다이야 지로 - 임제 | - 허준 - 허목 - 문정왕후 - 이달 - 김성립 |

## 기타
여성운동가 김신명숙은 허난설헌을 현대 여성의 모델에 적합한 인물이라 평가하였다. 그에 의하면 "허난설헌은 살려야 할 역사적인 인물이다. 현모양처의 전형 신사임당은 이제 허난설헌에게 자리를 물려줘야 한다. 한국적 여성주의자가 없는 상황에서 한국적 모델을 개발해야 한다"고 주장하였다.
그에 의하면 "시대가 바뀌면 그 시대가 요구하는 역사적인 인물도 바뀐다. 조선시대로 국한시켜 보면 여성들의 경우는 신사임당이 가장 대표적인 인물이었다. 신사임당도 우리가 알고 있는 것처럼 실제로 그랬느냐는 것은 별개의 문제고, 그런 이미지가 만들어진 것이다. 남성들의 역사에서 남성들의 입맛에 맞게 만들어진 신사임당이 그 동안 권력을 갖고 영향력을 행사해왔는데, 이제 'History'가 아니라 'Herstory'를 하겠다는 거죠. 여성들은 남성들에 의해서 만들어지고, 심하게는 조작되고, 은폐되었던 역사를 이제 여성의 시각으로 보겠다는 겁니다. 우리 시대에 필요한 여성이라면 현재 우리 여성주의자들에게는 신사임당 보다는 허난설헌이라는 것이다."라는 것이다. "신사임당도 훌륭한 여성입니다. 신사임당을 폄하 하자는게 아니고, 그 사람도 훌륭한 사람인데, 그러나 우리 시각으로 새롭게 볼 필요가 있다는 것이다. 지금까지 히스토리에서 만들어진 그런 모습이 아니라, 신사임당도 재조명해야 되고, 그리고 특히 새롭게 재조명해야 할 여성상의 모델로는 '허난설헌이 적합하지 않을까' 하는 것이 저를 비롯한 여성주의자들의 생각입니다."라 하였다. 김신명숙은 신사임당을 대신할 여성의 모범으로 허난설헌을 지목하였다. 그에 의하면 "그래서 2003년 9월 말에 허난설헌 문화축제도 열구요. 허난설헌이 어떤 인물인지 잘 모르시죠? 조선시대에 아내도 아니고, 어머니도 아니고, 나로서 존재하려고 했던 사람이거든요. 나로서 존재하려고 몸부림쳤던 여성인데, 27살에 요절을 했죠. 천재 시인이고, 아주 뛰어난 여성이었는데, 삶도 아주 드라마틱하고, 극적 요소도 갖추고 있어요. 여성주의적인 시각에서 충분히 새로 조명되어야 할, 신사임당이 차지하고 있던 자리를 대신 차지할 만한 역사적 인물이라고 봅니다. 단순히 허균의 누이가 아니라'는 것이다.

## 허난설헌을 연기한 배우
- 금보라 - 1995년 《역사의 라이벌》, KBS 다큐멘터리
- 구혜선 - 2014년 《허난설헌》, MBC 다큐멘터리

## 참고 자료
- 허경진 엮음, 《허난설헌 시선》 (평민사, 1987)
- 김지용, 《역대여류한시문선》 (김지용 편역, 대양서적, 1975)
- 문경현, 《허난설헌연구》(도남 조윤제박사고희기념논총, 1976)
- 김석하, 허초희의 유선사에 나타난 선현상, 단국대학교 《국문학 논총 5·6합집》 (단국대학교, 1972)
- 성균관대학교, 허균 전집 (성균관대학교 대동문화연구원, 1981)
- 박종화, 〈여류시인 허난설헌고〉 성균관대학교, 《성균 3》 (성균관대학교, 1950)
- 홍만종, 《해동이적:(증보)》 (신해진, 김석태 공역, 경인문화사, 2011)